# 何塞·奥尔多
何塞·奥尔多（José Aldo，1986年9月9日—）是一名已退役的巴西综合格斗运动员。奥尔多曾是世界极限铁笼格斗赛（WEC）的第四位、也是最后一位羽量级冠军。在WEC与UFC合并后，他便成为了UFC首位羽量级冠军。他曾两度在UFC羽量级中夺魁。2005年11月至2015年12月间，他取得了十年18场不败的优异战绩。